# Tiszlavicz Lilla
Tiszlavicz Lilla Györgyi (Makó, ?) magyar főorvos, egyetemi tanársegéd, óraadó. Tiszlavicz László patológus lánya.

## Életpályája
2000-ben érettségizett a Makói József Attila Gimnáziumban. Ezután a Szegedi Tudományegyetem Általános Orvostudományi Karán tanult; 2006-ban általános orvosi diplomát szerzett. Az egyetem alatt a Pathologiai Intézetben demonstrátorként dolgozott. Szövettani gyakorlati órákat tartott orvostanhallgatóknak. Orvosi tanulmányai mellett angol orvosi szaknyelvi nyelvvizsgát tett. 2006 óta a Szegedi Tudományegyetem Gyermekgyógyászati Klinikáján dolgozik. 2009-től a klinika Gyermek Onko-Hematológiai osztályán praktizál. 2011-ben csecsemő- és gyermekgyógyászati szakvizsgát tett. Ezután városi ügyeleten dolgozott Makón és Hódmezővásárhelyen. Hat évig a Gyermekintenzív és Perinatális Intenzív Osztályon ügyeletes orvos volt. 2015-ben gyermek hemato-onkológia szakvizsgát szerzett. 2016 óta ügyeletvezető szakorvosi fleadatokat is ellát. 2018 óta a Magyar Gyermekonkológiai Hálózat vezetőségi tagja. 2019-ben infektológiai szakképesítést szerzett.

### Munkássága
Számos hazai éskülföldi konferencián vett részt előadóként és hallgatóként is. A klinikán közreműködik az orvostanhallgatók oktatásában mind a magyar, mind az angol nyelvű képzésben. A gyermekgyógyász rezidensek posztgraduális képzésében, illetve a gyermekgyógyász szakorovosk továbbképzésében is aktív szerepet vállal. Konzultatív feleadatokat is ellát Csongrád-Csanád, Bács-Kiskun és Békés vármegyei területi kórházak részére. A COVID-járvány alatt ideiglenes osztályvezetői feladatokat is teljesített. 

## Díjai
- Akikre büszkék vagyunk díj (Makói József Attila Gimnázium, 2000)[5]
- Köztársasági ösztöndíj (2005-2006)
- a Szegedi Akadémiai Bizottság (SZAB) Pályázatának első díja (2006)[6]